# Черни, Генри
Генри Черни (англ. Henry Czerny; род. 8 февраля 1959, Торонто, Онтарио, Канада) — канадский актёр, наиболее известный по ролям Конрада Грейсона в прайм-тайм мыльной опере ABC «Месть» и Юджина Китриджа в фильмах «Миссия невыполнима», «Миссия невыполнима: Смертельная расплата» и «Миссия невыполнима: Финальная расплата».

## Карьера
Черни появился в более семидесяти фильмах и телесериалах. Он освоил актёрскую профессию в Национальной театральной школе в Монреале, а в 1982 году дебютировал в театре. Он зарекомендовал себя как опытный драматический актёр и в конце 1980-х начал выступать в мюзиклах в Торонто.
Сыграв множество ролей в канадских фильмах, в 1993 году Черни дебютировал в голливудской картине «Прямая и явная угроза» с Харрисоном Фордом. Черни также появился в таких фильмах как «Миссия невыполнима», «Ледяной шторм», «Хаос», «Розовая пантера» и т. д. Его наибольшем успехом стала главная роль в фильме 1993 года «Мальчики святого Винсента», за которую он получил похвалу от критиков и ряд наград. Он сыграл роль Нила Доналда Уолша в фильме «Беседы с Богом».
На телевидении он сыграл роль Томаса Говарда 3-го герцога Норфолка в историческом телесериале «Тюдоры» в 2007 году. Кроме того он появился в таких сериалах как «C.S.I.: Место преступления», «Говорящая с призраками» и «Рухнувшие небеса». Он также снялся с Сигурни Уивер в фильме «Молитвы за Бобби» в 2009 году, а в 2021 году в канадском фильме "Незнакомец" в роли бывшего священника с нечистой совестью (режиссер и исполнитель одной из ролей Марк О'Брайен, с которым в 2019 году они вместе снимались в комедийном триллере "Я иду искать")..
С 2011 по 2014 год Черни играл роль Конрада Грейсона, мужа персонажа Мэделин Стоу — Виктории Грейсон в американском телесериале канала ABC «Месть». Он покинул шоу после трёх сезонов.

## Личная жизнь
Черни имеет польские корни . Он родился в Торонто, провинция Онтарио. Его мать была пекарем, а отец сварщиком.

## Избранная фильмография
Полную фильмографию см. в английском разделе.
| Год       |    | Русское название                         | Оригинальное название                     | Роль                             |
| --------- | -- | ---------------------------------------- | ----------------------------------------- | -------------------------------- |
| 1992      | с  | Мальчики святого Винсента                | The Boys of St. Vincent                   | Питер Лавин                      |
| 1993      | тф | Мальчики святого Винсента: 15 лет спустя | The Boys of St. Vincent: 15 Years Later   | Питер Лавин                      |
| 1994      | ф  | Прямая и явная угроза                    | Clear and Present Danger                  | Роберт Риттер                    |
| 1996      | ф  | Миссия невыполнима                       | Mission: Impossible                       | Юджин Китридж                    |
| 1997      | ф  | Ледяной шторм                            | The Ice Storm                             | Джордж Клэр                      |
| 2003      | с  | C.S.I.: Место преступления               | CSI: Crime Scene Investigation            | лейтенант Алан Брукс             |
| 2005      | ф  | Хаос                                     | Chaos                                     | капитан Дженкинс                 |
| 2006      | ф  | Розовая пантера                          | The Pink Panther                          | Юрий                             |
| 2006      | с  | Говорящая с призраками                   | Ghost Whisperer                           | Мэтт Мэллинсон                   |
| 2006      | ф  | Беседы с Богом                           | Conversations with God                    | Нил Доналд Уолш                  |
| 2007      | с  | Тюдоры                                   | The Tudors                                | Томас Говард, 3-й герцог Норфолк |
| 2009      | тф | Молитвы за Бобби                         | Prayers for Bobby                         | Роберт Гриффит                   |
| 2011      | с  | Рухнувшие небеса                         | Falling Skies                             | лейтенант Терри Клейтон          |
| 2011—2014 | с  | Месть                                    | Revenge                                   | Конрад Грейсон                   |
| 2015      | ф  | Помнить                                  | Remember                                  | Чарльз Гуттман                   |
| 2023      | ф  | Миссия невыполнима: Смертельная расплата | Mission: Impossible – Dead Reckoning      | Юджин Китридж                    |
| 2023      | ф  | Крик 6                                   | Scream VI                                 | доктор Кристофер Стоун           |
| 2025      | ф  | Миссия невыполнима: Финальная расплата   | Mission: Impossible – The Final Reckoning | Юджин Китридж                    |